# Такаяма, Минами
Минами Такаяма (яп. 高山みなみ Такаяма Минами, 5 мая, 1964, префектура Токио) — японская сэйю (актриса озвучивания), певица и музыкальный продюсер. Настоящее имя Идзуми Арай (яп. 新井 泉).
Участвовала в известной японской поп-группе TWO-MIX (англ. Two-Mix) и в других группах.
Минами известна озвучиванием некоторых популярных персонажей аниме, таких как Эдогава Конан, заглавный герой аниме-сериала «Детектив Конан», и Кики, заглавная героиня фильма студии Гибли «Ведьмина служба доставки».
Была женой знаменитого мангаки Госё Аоямы, создателя манги Детектив Конан.

## Позиции в Гран-при журнала Animage
- 1990 год — 3-е место в Гран-при журнала Animage, в номинации на лучшую женскую роль[2];
- 1991 год — 11-е место в Гран-при журнала Animage, в номинации на лучшую женскую роль[3];
- 1995 год — 14-е место в Гран-при журнала Animage, в списке лучших сэйю[4];
- 1996 год — 13-е место в Гран-при журнала Animage, в списке лучших сэйю[5];
- 1997 год — 7-е место в Гран-при журнала Animage, в списке лучших сэйю[6];
- 1998 год — 10-е место в Гран-при журнала Animage, в списке лучших сэйю[7];
- 1999 год — 11-е место в Гран-при журнала Animage, в списке лучших сэйю[8];
- 2000 год — 12-е место в Гран-при журнала Animage, в списке лучших сэйю[9];
- 2001 год — 14-е место в Гран-при журнала Animage, в списке лучших сэйю[10];
- 2002 год — 12-е место в Гран-при журнала Animage, в списке лучших сэйю[11];
- 2003 год — 12-е место в Гран-при журнала Animage, в списке лучших сэйю[12];
- 2004 год — 17-е место в Гран-при журнала Animage, в списке лучших сэйю[13]

## Роли в аниме
- 1987 год — Mister Ajikko (Ёйти Адзиёси);
- 1989 год — Ранма 1/2 (ТВ) (Набики Тэндо);
- 1989 год — The Explorer (Мами);
- 1989 год — Ведьмина служба доставки (Кики / Урсула);
- 1989 год — Dash! Yonkuro (Аой);
- 1990 год — Sol Bianca (Дженни Манн);
- 1990 год — Счастливое семейство Муми-троллей (Муми-тролль);
- 1990 год — Летопись войн острова Лодосс OVA (Сирис);
- 1990 год — Bouken! Iczer 3 (Атрос);
- 1990 год — Хаккэндэн: Легенда о Псах-Воинах (Кэно Инусака);
- 1991 год — Oh! My Konbu (Комбу);
- 1991 год — Таинственный сад (Колин);
- 1991 год — Кризис каждый день: Крах! (Адама);
- 1991 год — Slow Step (Минацу Накадзато);
- 1991 год — Magical Taruruto-kun: Moero! Yuujou no Mahou Taisen (Эдодзё Хоммару);
- 1991 год — Лес русалок OVA (Мана);
- 1991 год — Счастливое семейство Муми-троллей 2 (Муми-тролль);
- 1991 год — Ранма 1/2 (фильм первый) (Набики Тэндо);
- 1991 год — Ультрамалыши (Тар);
- 1992 год — Oi! Ryouma (Рёма Сакамото (в детстве));
- 1992 год — Cooking Papa (Макото Арайва / Миюки Арайва);
- 1992 год — Син-тян (ТВ) (Кэйко);
- 1992 год — Разрушение континента (Лакши);
- 1992 год — Ранма 1/2 (фильм второй) (Набики Тэндо);
- 1992 год — Комета в Долине Муми-троллей (Муми-тролль);
- 1992 год — Ленточка Химэ (Итико Камикура / Синтаро Кобаяси);
- 1992 год — Tsuyoshi Shikkari Shinasai (Май Исикава);
- 1992 год — Yuu Yuu Hakusho TV (Мукуро);
- 1993 год — Маленькие женщины 2: Нан и мисс Джо (Томми);
- 1993 год — Яйба, самурай-легенда (Яйба Куроганэ);
- 1993 год — Шрам русалки (Мана);
- 1993 год — Ранма 1/2 OVA-1 (Набики Тэндо);
- 1994 год — Karaoke Senshi Mike-tarou (Микэ-дзиро);
- 1994 год — Ранма 1/2 (фильм третий) (Набики Тэндо);
- 1994 год — Рыцари магии (ТВ-1) (Аскот);
- 1994 год — Ранма 1/2 Спэшл OVA-2 (Набики Тэндо);
- 1995 год — Sekai Meisaku Douwa Series: Wow! Maerchen Oukoku (Пиноккио («Пиноккио»));
- 1995 год — Рыцари магии (ТВ-2) (Аскот);
- 1995 год — Шепот сердца (Косака-сэнсэй);
- 1995 год — Ранма 1/2 СУПЕР OVA-3 (Набики Тэндо);
- 1995 год — Zukkoke Sannin-gumi Kusunoki Yashiki no Guruguru-sama (Сётаро Яманака (Хакасэ));
- 1996 год — Детектив Конан (ТВ) (Конан Эдогава);
- 1996 год — Звездная девочка Ёко Ямамото OVA-1 (Ямамото Ёко);
- 1996 год — Видение Эскафлона (ТВ) (Диландо Альбато);
- 1996 год — Люпен III: Живым или мёртвым (фильм шестой) (Олеандр);
- 1997 год — Покемон (ТВ) (Хироси (Ричи));
- 1997 год — Detective Conan: The Time Bombed Skyscraper (Конан Эдогава);
- 1997 год — Рыцари магии OVA (Аскот);
- 1998 год — Detective Conan: The Fourteenth Target (Конан Эдогава);
- 1998 год — Гасараки (Рин Атака);
- 1998 год — Едок 98 (Тельма);
- 1999 год — Aoyama Goushou Tanpenshuu (Мамико Абэ);
- 1999 год — Звездная девочка Ёко Ямамото (ТВ) (Ямамото Ёко);
- 1999 год — Защитники Космоса: Анджел Линкс (Сэку / Тари);
- 1999 год — Detective Conan: The Last Magician of the Century (Конан Эдогава);
- 1999 год — Городской охотник (спецвыпуск третий) (Саюри Клаудиа / Саяка Асагири);
- 2000 год — Детектив Конан OVA-1 (Конан Эдогава / Яйба Куроганэ);
- 2000 год — Синдзо (ТВ) (Мушра);
- 2000 год — Detective Conan: Captured In Her Eyes (Конан Эдогава);
- 2000 год — Видение Эскафлона — Фильм (Диландо);
- 2000 год — Jinzou Ningen Kikaider the Animation (Тигуса Сакамото);
- 2000 год — Ван-Пис (спецвыпуск #1) (Хаму);
- 2001 год — Tatchi (спецвыпуск второй) (Элис Бьюмонт);
- 2001 год — Воин-волшебник Луи (Джини);
- 2001 год — Похититель Душ (Мио Датэ);
- 2001 год — Project ARMS (Кэй Курума);
- 2001 год — Детектив Конан (фильм 05) (Конан Эдогава);
- 2001 год — Шаман Кинг (Хао Асакура (Зик Асакура));
- 2001 год — Принцесса Аритэ (Эмпл);
- 2001 год — Hoshi no Kirby (Накл Джо);
- 2001 год — Project Arms 2 (Кэй Курума);
- 2002 год — Детектив Конан OVA-2 (Конан Эдогава);
- 2002 год — Ecchan no Sensou (Эцуко Исикава (Эттян));
- 2002 год — Двенадцать королевств (Риё (эп. 23-25, 27));
- 2002 год — Детектив Конан (фильм 06) (Конан Эдогава);
- 2002 год — Asobotto Senki Goku (Миото);
- 2002 год — Макросс Зеро (Нора Полянская);
- 2002 год — Бесконечная одиссея капитана Харлока (Ну Би);
- 2003 год — Детектив Конан OVA-3 (Конан Эдогава);
- 2003 год — Sakura Taisen: Ecole de Paris (Салют);
- 2003 год — Detective Conan: Crossroad in the Ancient Capital (Конан Эдогава);
- 2003 год — Театр Румико Такахаси (Оба-тян (2 серия));
- 2003 год — Лес русалок (ТВ) (Мана);
- 2003 год — .хак//ПОДАРОК;
- 2004 год — Детектив Конан OVA-4 (Конан Эдогава / Аоко Накамори);
- 2004 год — Дева Мария смотрит за вами (Роза Гигантэя (эп. 11));
- 2004 год — Отныне Мао, король демонов! (первый сезон) (Аннисина);
- 2004 год — Детектив Конан (фильм 08) (Конан Эдогава);
- 2004 год — Дева Мария смотрит за вами ~Весна~ (Роза Гигантэя (эп. 6));
- 2004 год — Gekijouban Konjiki no Gash Bell!! 101 Banme no Mamono (Мать Гаша);
- 2005 год — Детектив Конан OVA-5 (Конан Эдогава);
- 2005 год — Digital Monster X-Evolution (Дорумон);
- 2005 год — Отныне Мао, король демонов! (второй сезон) (Аннисина);
- 2005 год — Детектив Конан (фильм 09) (Конан Эдогава);
- 2005 год — Дораэмон-2005 (Мать Сунэо);
- 2005 год — Meitantei Conan: Conan vs Kid — Shark & Jewel - (Конан Эдогава);
- 2005 год — Черный кот (ТВ) (Тиби Трейн);
- 2006 год — Детектив Конан OVA-6 (Конан Эдогава);
- 2006 год — Планета Короля Зверей (Тору (ребёнок));
- 2006 год — Детектив Конан (фильм 10) (Конан Эдогава);
- 2006 год — Meitantei Conan: Conan vs Kid — Shikkoku no Sniper - (Конан Эдогава);
- 2006 год — Сильнейший в истории ученик Кэнъити (Кисара Нандзё (Валькирия));
- 2007 год — Детектив Конан OVA-7 (Конан Эдогава);
- 2007 год — Щелкунчик Китаро (ТВ-5) (Китаро);
- 2007 год — Клеймор (Ирэн);
- 2007 год — Боги-машины: Формула гигантов (Равена Хан);
- 2007 год — Горец: В поисках мести (Джо);
- 2007 год — Detective Conan: Jolly Roger in the Deep Azure (Конан Эдогава);
- 2007 год — Нейро Ногами - детектив из Ада (Ая Азия (эп. 9-10));
- 2007 год — Хроника Крыльев OVA-1 (Кадзуки / Натаку);
- 2008 год — Сержант Кэроро (фильм третий) (Сивава);
- 2008 год — Мэгуми (Мэгуми Ёкота);
- 2008 год — Отныне Мао, король демонов! (третий сезон) (Аннисина);
- 2008 год — Meitantei Conan Magic File 2 (Конан Эдогава);
- 2008 год — Detective Conan: Full Score of Fear (Конан Эдогава);
- 2008 год — Мобильный воин ГАНДАМ 00 (второй сезон) (Кати Маннекин);
- 2008 год — Щелкунчик Китаро — Фильм (2008) (Китаро);
- 2008 год — Детектив Конан OVA-8 (Конан Эдогава);
- 2009 год — Люпен III против Детектива Конана (Конан Эдогава);
- 2009 год — Стальной алхимик (ТВ-2) (Зависть);
- 2009 год — Detective Conan: The Raven Chaser (Конан Эдогава);
- 2009 год — Космические приключения Кобры OVA-2 (Эмеральда);
- 2009 год — Детектив Конан OVA-9 (Конан Эдогава);
- 2010 год — Детектив Конан OVA-10 (Конан Эдогава);
- 2010 год — Meitantei Conan Magic File 4 (Конан Эдогава)
- 2012 год — Senki Zesshou Symphogear (Канадэ Амо);
- 2021 год — Король-шаман (Хао Асакура);